# 石井智亮
石井 智亮（いしい ともあき、1995年8月23日 - ）は、ジャパンラグビーリーグワン三菱重工相模原ダイナボアーズに所属するラグビー選手。

## プロフィール
- 神奈川県川崎市出身[1]。
- ポジションはプロップ(PR)。
- 身長 182 cm、体重 120 kg

## 略歴
2014年、生田高校卒業後、成蹊大学に入る。
2018年、成蹊大学卒業後、近鉄ライナーズ(現・花園近鉄ライナーズ)に加入。
2021年、三菱重工相模原ダイナボアーズに加入。